# دنیس ویلیام کاشمور
دنیس ویلیام کاشمور (انگلیسی: Denis William Cashmore; ۲۱ مهٔ ۱۹۰۷ – ۱۳ اکتبر ۱۹۸۲) بازیکن فوتبال اهل بریتانیا بود.
از باشگاه‌هایی که در آن بازی کرده‌است می‌توان به باشگاه فوتبال واتفورد اشاره کرد.